# Baráth Áron
Baráth Áron (Újvidék, 1980. február 11.–) festőművész, grafikusművész.

## Életpályája
2001-ben végzett a Képző- és Iparművészeti Szakközépiskolában. Tanulmányait a Magyar Képzőművészeti Egyetem tervezőgrafika szakán folytatta, ahol 2008-ban diplomázott.
Édesapja Baráth Ferenc grafikusművész és plakáttervező, stílusjegye érzékelhető munkásságán. 2002-től a tervezőgrafikai tanulmányai mellett a képgrafika és a festészet felé irányult. Figuratív ábrázolástól az felhasznált anyagok kísérletezésével egyetemben haladt az absztrakt felé. 2007-től általa gesztusfestészetnek nevezett stílusban alkot.
A 2001-től megfigyelhető munkáiban az figuratív ábrázolástól való folyamatos távolodás. A modellek nélkül készült alakok portrék egyre kevesebb színből egyre elnagyoltabb elvonatkoztatottabb formákból álltak. A grafikai múlt, és itt gondolhatunk a családi hagyományra is, szinte kézzel fogható. Az általában színes papírra készült festményeken a tiszta színek: fekete, zöld, sárga, piros, fehér, kék uralkodnak. 2005 tájékán már vászonra fest, leginkább akrillal. Ekkor festményei már teljesen non-figuratívak. A színvilág még egyszerűbb még letisztultabb. Egy képen általában nincs több 3-4 színnél.

## Fontosabb kiállításai
- 2007. március 23.: Lengyel Intézet – művész pince
- 2009. szeptember 4. – október 31.: G13 Galéria